# Aleš Svoboda (anglista)
Aleš Svoboda (2. dubna 1941, Zlín – 9. ledna 2010, Opava) byl český anglista, obecný lingvista se specializací na komparativní lingvistiku, pragmalingvistiku, překladatel a vysokoškolský pedagog, představitel funkčně-strukturální jazykovědy.

## Odborné zaměření
Absolvoval magisterské studium učitelství angličtiny a němčiny na Filozofické fakultě Masarykovy univerzity (1966), kde mu byl v roce 1967 udělen titul PhDr. v oboru jazykověda germánských jazyků.
Byl žákem profesora Josefa Vachka a anglisty profesora Jana Firbase, se kterým po dlouhá léta spolupracoval na teorii funkční větné perspektivy. Tuto teorii obohatil zejména o funkční pojem diatéma (angl. diatheme), vycházející z Mathesiova centra východiště, a prokázal, že tato teorie je aplikovatelná i na jazykové jednotky řádu podvětného i nadvětného. V rámci této teorie dále podrobně rozpracovával zejména problematiku dynamických sémantických škál. Pro Encyklopedický slovník češtiny zpracoval o teorii funkční větné perspektivy pod zkratkou AS celkem 51 hesel.

## Pedagogická dráha
Jako vysokoškolský pedagog se věnoval výuce širokého spektra odborných předmětů zejména anglické fonetiky, morfologie, syntaxe, pragmatiky a historického vývoje anglického jazyka. Působil na mnoha českých i zahraničních univerzitách, konkrétně na
- Filozofické fakultě Masarykovy univerzity
- Pedagogické fakultě Ostravské univerzity
- Filozoficko-přírodovědecké fakultě Slezské univerzity v Opavě
- Filozofické fakultě Ostravské univerzity
- Filozofické fakultě Prešovské univerzity
- Londýnské univerzitě

V letech 1999 a 2000 zastával na Slezské univerzitě v Opavě funkci prorektora pro studijní a sociální záležitosti. Na Filozoficko-přírodovědecké fakultě téže univerzity vedl od poloviny devadesátých let minulého století do poloviny roku 2003 Ústav cizích jazyků. V posledním období své životní dráhy vedl Katedru anglistiky a amerikanistiky na Filozofické fakultě Ostravské univerzity.

## Nejvýznamnější odborné práce

### Monografie
- Svoboda, A.: Diatheme, (A study in thematic elements, their contextual ties, thematic progressions and scene progressions based on a text from Ælfric). Brno: Filozofická fakulta Masarykovy univerzity, 1982, 205 ss.
- Svoboda, A.: Kapitoly z funkční syntaxe [Chapters from Functional Syntax], Opera Facultatis Paedagogicae Ostraviensis. Praha: Státní pedagogické nakladatelství, 1989, 160 ss.

### Monografické studie a články
- Svoboda, A.: „The hierarchy of communicative units and fields as illustrated by English attributive constructions“. Brno Studies in English, 7, 1968, ss. 49–101. ISSN 1211-1791
- Svoboda, A.: „Apropos of internal pragmatics“. Brno Studies in English, 12, 1976, ss. 187–224. ISSN 1211-1791
- Svoboda, A.: „Thematic elements„“, Brno Studies in English, 15, 1983, ss. 49–85. ISSN 1211-1791
- Svoboda, A.: „České slovosledné pozice z pohledu aktuálního členění [Czech word-order positions from the viewpoint of functional sentence perspective]“, Slovo a slovesnost, 45, 1984, ss. 22–34, 88–103. ISSN 0037-7031
- Svoboda, A.: „Functional perspective of the noun phrase“, Brno Studies in English, 17, 1987, ss. 61–86. ISSN 1211-1791
- Svoboda, A.: „Syllable as a microfield in Functional Sentence Perspective“, Prague Linguistic Circle Papers 2, Amsterdam/Philadelphia: John Benjamins, 1996, ss. 193–203. ISSN 1383-7583, ISBN 90-272-5442-7 (Eur.), ISBN 1-55619-673-3 (US)

### Odborné kvalifikační práce
- Svoboda, A.: Some types of English attributive elements examined from the point of view of functional sentence perspective, (Diplomová práce), Brno, Univerzita J.E. Purkyně v Brně (Masarykova univerzita), Filozofická fakulta, 1966, 94 str. (Signatura: d2171; Beth Archivováno 28. 5. 2020 na Wayback Machine.)
- Svoboda, A.: The hierarchy of communicative units and fields as illustrated by English attributive constructions, (Rigorózní práce), Brno, Univerzita J.E. Purkyně v Brně (Masarykova univerzita), Filozofická fakulta, 1967, 114 str.(Signatura: d2250; Beth Archivováno 28. 5. 2020 na Wayback Machine.)
- Svoboda, A.: Pragmatics, the Attitudinal Space, and Functional Sentence Perspective [Pragmatika, prostor postojů a funkční perspektiva větná], (The Candidate of Sciences Dissertation/PhD Dissertation / Kandidátská disertační práce), Brno, Univerzita J.E. Purkyně v Brně (Masarykova univerzita). Filozofická fakulta, 1977, 219 str. (Signatura: d6104/2; Beth Archivováno 28. 5. 2020 na Wayback Machine.)
- Svoboda, A.: Od mezostruktur k mikrostrukturám ve funkční syntaxi [From mezzostructures to microstructures in functional syntax], (Disertace k doktorátu věd / The Doctor of Sciences Dissertation)], Brno, Univerzita J.E. Purkyně v Brně (Masarykova univerzita), Filozofická fakulta, 1988, 254 str. (Signatura: D8764; Beth Archivováno 28. 5. 2020 na Wayback Machine.)